# Antonio Rosl
Antonio Rosl (La Plata, Buenos Aires, Argentina, 21 de marzo de 1944) es un exfutbolista argentino que se desempeñaba en la posición de defensor por izquierda. Fue campeón con el Club Atlético San Lorenzo de Almagro del Torneo Metropolitano 1968 integrando en este el plantel de Los Matadores.

## Trayectoria
Rosl, surgió de las inferiores de Gimnasia y Esgrima La Plata. En su primer partido en la primera división del fútbol Argentino vistiendo la casaca del lobo platense, enfrentó a quien sería su próximo Club San Lorenzo de Almagro, en el año 1963, partido jugado en La Plata y con resultado favorable a San Lorenzo con gol de Juan Carlos Carotti.
En 1968 pasaría a San Lorenzo en donde ganaría el Torneo Metropolitano 1968, el Torneo Metropolitano 1972 y el Torneo Nacional 1972. Su estadía en el club de Boedo marcó y con fuerza ya que fue parte importante en los tres campeonatos conseguidos además de haber disputado la que es para muchos, la época dorada del club.
En 1974 vuelve a Gimnasia y Esgrima La Plata en donde se retiraría dos años más tarde.

## Selección nacional

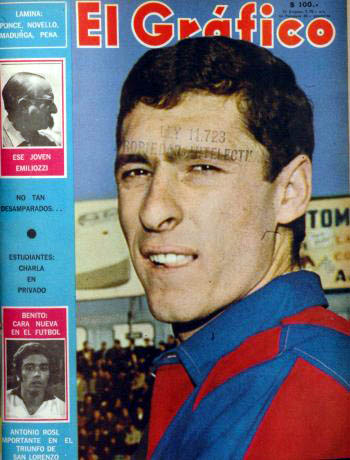
Antonio Rosl en San Lorenzo (1969)

Entre 1967 y 1973, Rosl, tuvo 13 apariciones en la selección Argentina.

## Clubes
| Club                        | País      | Año       | PJ  | Gol |
| --------------------------- | --------- | --------- | --- | --- |
| Gimnasia y Esgrima La Plata | Argentina | 1963-1967 | 136 | 4   |
| San Lorenzo de Almagro      | Argentina | 1968-1973 | 201 | 7   |
| Gimnasia y Esgrima La Plata | Argentina | 1974-1976 | 119 | 5   |

## Palmarés

### Torneos nacionales
| Título           | Club                   | País      | Año    |
| ---------------- | ---------------------- | --------- | ------ |
| Primera División | San Lorenzo de Almagro | Argentina | M-1968 |
| Primera División | San Lorenzo de Almagro | Argentina | M-1972 |
| Primera División | San Lorenzo de Almagro | Argentina | N-1972 |